# موسیقی جنوب ایران
موسیقی جنوبی ایران ملهم از طبیعت تفتیده و گرم این منطقه، سرشار از شور و نیرو و حرارت است. این موسیقی در استانهای هرمزگان، بوشهر و خوزستان رایج است.این نوع موسیقی ریتمی شاد دارد. شکل های موسیقی جنوب ایران:
- بندری
- سبالو
- یزله
- لیوا
- زار
- موسیقی زار
- شروه
- چاوشی
- لالایی بندری
- نیمه خوانی

علاوه بر این در جنوب ایران عزاداری مذهبی و نوحه‌سرایی خود دارای آواز و شیوه‌های متمایزی است. مناجات و شاهنامه‌خوانی، رباعی‌خوانی، مثنوی‌خوانی و دوبیتی‌خوانی (شروه) همه اشکال متمایزی از موسیقی جنوب اند. مشهورترین شیوه اجرای موسیقی در جنوب آواز بندری است؛ که بسیار شبیه موسیقی آفریقایی و متأثر از موسیقی مهاجران آفریقایی به جنوب ایران است.
در موسیقی عزاداری جنوب از سازهای منحصر به‌فردی مانند سنج و دمام استفاده می‌شود.

## منبع
- مطلب برگرفته از: سیمای میراث فرهنگی استان هرمزگان، تهران ۱۳۸۰ خ.